# Abdul-Yakuni Iddi
Abdul-Yakuni Iddi (* 25. Juni 1986 in Salaga) ist ein ehemaliger ghanaischer Fußballspieler. 

## Karriere

### Karrierebeginn in der Heimat und Wechsel in die Niederlande
Seine aktive Karriere als Fußballspieler begann Iddi in seiner Heimat Ghana beim Fußballklub Feyenoord Academy, der gleichzeitig die größte Fußballakademie Ghanas darstellt. Dort durchlief er die verschiedenen Jugendspielklassen und kam schließlich im Jahre 2003 in die Nachwuchsabteilung des Partnerklubs Feyenoord Rotterdam in die Niederlande, wo er fortan in den verschiedenen Jugendmannschaften des Vereins aktiv war. Bis 2007 gehörte er schließlich dem Verein an und stand in der Saison 2005/06 erstmals im Profikader des Klubs mit Spielbetrieb in der Eredivisie, der höchsten Spielklasse im niederländischen Fußball, wobei er allerdings ohne Profipflichtspieleinsatz blieb und stattdessen bei den Jong Feyenoord zum Einsatz kam. Zur Spielzeit 2006/07 folgte für den gebürtigen Ghanaer schließlich ein leihweiser Wechsel nach Belgien, wo er vom damaligen belgischen Zweitligisten KV Mechelen in dessen Profikader aufgenommen wurde.

### Wechsel nach Belgien
In der Division II kam Iddi in insgesamt 25 Ligaspielen zum Einsatz, in denen er vier Mal zum Torerfolg kam. Mit der Mannschaft erreichte er zum Saisonende den zweiten Tabellenplatz hinter dem F.C.V. Dender E.H. Während der KFC Verbroedering Dender E.H. den direkten Aufstieg in die Erstklassigkeit schaffte, musste der KV Mechelen zuerst das Relegationsplay-off bestreiten, in dem man sich jedoch klar durchsetzen konnte und ebenfalls den Aufstieg in die Erste Division schaffte. Nachdem Iddi nach dem Saisonende wieder zu seinem Stammverein in die Niederlande zurückgekehrt war, folgte prompt die fixe Verpflichtung des Mittelfeldakteurs beim KV Mechelen. Nach seiner Rückkehr nach Mechelen agierte er oftmals nur als Ersatzspieler oder war in der zweiten Mannschaft des Vereins im Einsatz. Bis zum Ende der Spielzeit 2007/08 absolvierte er lediglich 16 Meisterschaftsspiele, in denen er torlos blieb und mit der Mannschaft am Ende auf dem 13. Platz im Endklassement rangierte.
Auch die Saison 2008/09 verlief für den jungen Ghanaer nicht sonderlich erfolgreich. So musste er einige Male verletzungsbedingt pausieren und konnte deshalb nur wenig Spielpraxis sammeln, was sich bis zum Saisonende auch in seiner Einsatzbilanz widerspiegelte. So brachte er es auf lediglich 13 Meisterschaftseinsätze, in denen er abermals torlos blieb und es mit dem Team im Endklassement auf den zehnten Tabellenplatz brachte. Wesentlich erfolgreicher lief es hingegen im belgischen Fußballpokal der Saison 2008/09, bei dem die Mannschaft ins Finale einzog, dort allerdings gegen den KRC Genk mit 0:2 verlor. Iddi brachte es in dieser Spielzeit auf vier Pokaleinsätze. Obgleich seiner nur wenigen Einsätze verlängerte Iddi im April 2009 seinen auslaufenden Vertrag um weitere drei Jahre bis zum Sommer 2012. Wider Erwarten konnte er auch 2009/10 keinen Durchbruch schaffen und brachte es abermals auf nur 16 Ligaeinsätze. Allerdings steigerte sich die Mannschaftsleistung von Jahr zu Jahr, wobei man in dieser Spielzeit bereits bis auf den siebenten Tabellenrang vorrückte, aber auch im Pokal gute Leistungen brachte und es so bis ins Halbfinale schaffte. Des Weiteren gelang Iddi in dieser Saison auch sein erster Pflichtspieltreffer seit seiner Leihsaison 2006/07. Das Tor erzielte er am 22. August 2009 beim 3:1-Auswärtserfolg über Germinal Beerschot, als er in der 94. Spielminute zum 3:1-Endstand traf.
In der aktuell (Stand: 9. Januar 2011) laufenden Spielzeit 2010/11 verfolgte ihn erneut das Verletzungspech, das ihn abermals eine Vielzahl von Pflichtspielen versäumen ließ. Bis dato (Stand: 9. Januar 2011) wurde er lediglich in einem Meisterschaftsspiel, das er jedoch auch nicht über die volle Spieldauer brachte. Daneben hält er sich beim Amateurteam des Vereins fit, bei dem er bereits seit seiner Verpflichtung 2007 sporadisch zum Einsatz kommt. Insgesamt absolvierte Abdul-Yakuni Iddi seit seiner Verpflichtung vor der Saison 2007/08 bis dato (Stand: 9. Januar 2011) 44 Freundschaftsspiele (ein Tor) für den Verein und kommt dabei fast auf gleich viele Ligaeinsätze (46 Spiele + ein Tor).

## Erfolge
- 1× Aufstieg in die Erste Division: 2006/07
- 1× Belgischer Cupfinalist: 2008/09